# Kostjukovius grahami
Kostjukovius grahami är en stekelart som beskrevs av Lasalle 1994. Kostjukovius grahami ingår i släktet Kostjukovius och familjen finglanssteklar. Inga underarter finns listade i Catalogue of Life.